# Thomas Corsan Morton

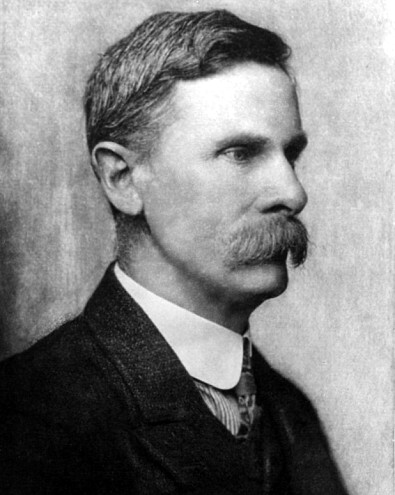
Thomas Corsan Morton

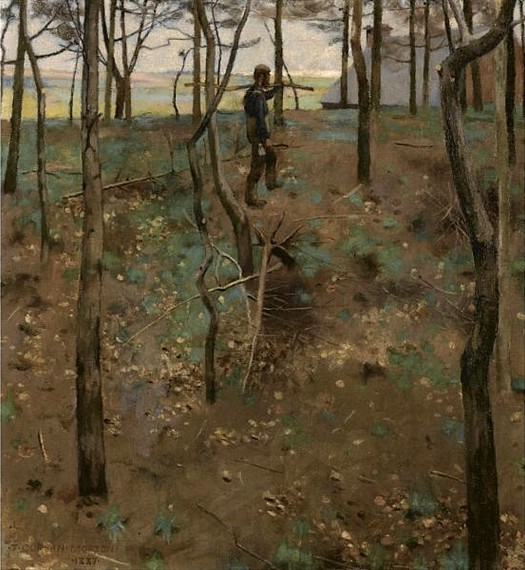
Thomas Corsan Morton: The Woodcutter (1887)

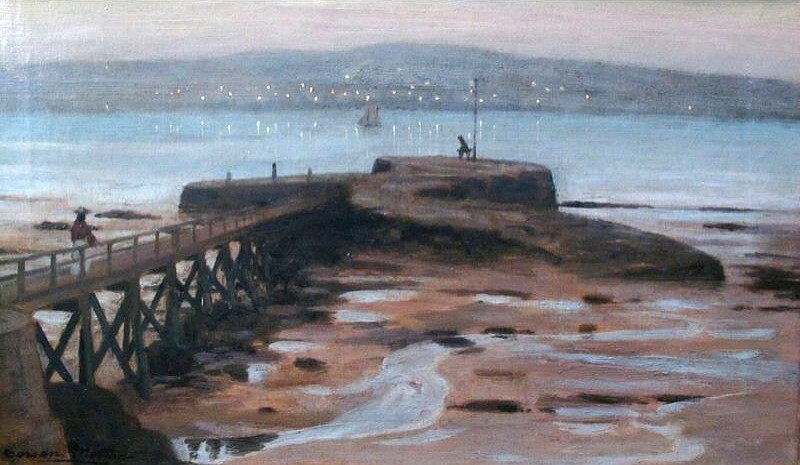
Thomas Corsan Morton: Dusk Evening at Clyde

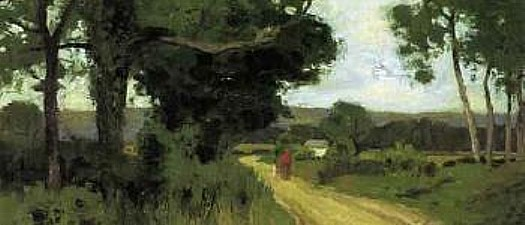
Thomas Corsan Morton: Mother and child on country lane

Thomas Corsan Morton (* 1859 in Glasgow; † 24. Dezember 1928 in Kirkcaldy, Fife) war ein schottischer Maler des Spätimpressionismus und Mitglied der Glasgow Boys, einer Künstlergruppe aus dem 19. und frühen 20. Jahrhundert.

## Leben
Morton studierte an der Glasgow School of Art bei Alphonse Legros und die Slade School of Fine Art in London. In Paris nahm er Unterricht bei Gustave Boulanger und Jules-Joseph Lefebvre. Er gehörte den Glasgow Boys an, einer Künstlergruppe, die vom Realismus der französischen Schule von Barbizon maßgeblich beeinflusst wurde und dadurch den Impressionismus und Postimpressionismus in Schottland bekannt machte. Er besuchte regelmäßig das Studio von William York MacGregor, dem Gründer und Mentor der Gruppe, und arbeitete häufig zusammen mit James Paterson und Edward Arthur Walton. Mit Edward Atkinson Hornel war er enger befreundet und traf sich häufig mit ihm.
Morton betrieb vor allem Landschaftsmalerei und Genremalerei. Daneben malte er auch Blumen-Stillleben. Er stellte seine Werke an der Grosvenor Gallery, beim New English Art Club, bei der Royal Society of British Artists und bei der International Society of Sculptors, Painters and Gravers aus. Auch die Royal Scottish Academy, die Royal Scottish Society of Painters in Water Colours, das Royal Glasgow Institute of the Fine Arts, die Aberdeen Artists’ Society, die Liverpooler Walker Art Gallery und die Manchester City Art Gallery zeigten seine Arbeiten.
1890 heiratete er Amelie Lydiard Robertson, das Paar hatte zwei Kinder. Morton wurde 1908 zum Kurator der National Gallery of Scotland und später der Kirkcaldy Museum and Art Gallery ernannt. Morton lebte in Glasgow, Edinburgh und Kirkcaldy, wo er 1928 starb.